# NGC 5070
NGC 5070 (NGC 5072) je eliptična galaktika u zviježđu Djevici. Naknadno je utvrđeno da je NGC 5072 ista galaktika.

## Vanjske poveznice
- (engl.) SEDS: NGC 5070
- (engl.) Revidirani Novi opći katalog
- (engl.) Izvangalaktička baza podataka NASA-e i IPAC-a
- (engl.) Astronomska baza podataka SIMBAD
- (engl.) VizieR